# USS Renshaw (DD-499)
Pour les autres navires du même nom, voir USS Renshaw.
L'USS Renshaw (DD/DDE-499) est un destroyer de la classe Fletcher en service dans la Marine des États-Unis pendant la Seconde Guerre mondiale. Il a été nommé en l'honneur du Commander (capitaine de frégate) William B. Renshaw (1816–1863).

## Construction
Sa quille est posée le 7 mai 1942 au chantier naval Federal Shipbuilding and Drydock Company de Kearny, dans l'état du New Jersey. Il est lancé le 23 octobre 1942 ; parrainée par Mlle Dorothy Lillian Renshaw, et mis en service le 5 décembre 1942.

## Historique

### Pacifique Sud, 1943-1944
Après avoir été mis à l'épreuve pendant sa croisière d'essai, le Renshaw se rendit à la flotte du Pacifique (Pacific Fleet) au printemps 1943 et protégea les transports dans la région des îles Salomon. Le 2 juillet 1943, il participe au bombardement des régions de Vila Stanmore et de l'île Shortland dans le golfe de Kula, sous le feu des batteries côtières ennemies.
Du 21 au 25 novembre, il a pilonné l'île East dans la baie de l'Impératrice-Augusta avec 200 obus de 5 pouces. Sorum et Makatawa, au nord-est de Bougainville, ont ensuite subi ses coups, puis il s'est dirigé vers le nord de l'île Buka pour un balayage offensif entre les îles Buka et Green. Dans la matinée du 20 janvier, il s'est retiré vers le sud avec son unité opérationnelle afin de fournir un appui-feu aux débarquements sur l'île de Bougainville elle-même.
Au cours des débarquements dans la région de la Nouvelle-Bretagne et de la Nouvelle-Irlande, le Renshaw a causé des dommages considérables aux installations des aérodromes ennemis tout en subissant le feu des batteries côtières. Le 13 mars, le navire se trouvait dans la région de la baie de l'Impératrice-Augusta où il a bombardé des positions ennemies dans les jungles à l'est de la tête de pont tenue par les forces alliées.
Après une courte période d'entraînement amphibie à Pearl Harbor, le Renshaw a dirigé une force de bâtiments de débarquement de chars (Landing Ship Tank - LST) vers les îles Mariannes. D'abord affecté à la protection extérieur des destroyers, il a ensuite fermé la plage de Tinian pour fournir un éclairage avec des obus éclairants et un appui-feu aux troupes à terre qui subissaient une lourde contre-attaque.

### Philippines, 1944-1945
En novembre 1944, alors qu'il opérait avec une division de destroyers bombardant des installations ennemies dans la région de la baie d'Ormoc et effectuant des ratissages anti-navires dans les eaux à l'ouest de Leyte, le Renshaw a repéré le sous-marin japonais I-46 en surface. Le Renshaw et les destroyers USS Saufley (DD-465), USS Waller (DD-466), and USS Pringle (DD-477) qui l'accompagnaient ont immédiatement ouvert le feu et, après un bref duel unilatéral au cours duquel le sous-marin a riposté avec des armes de petit calibre, le navire ennemi a été détruit.
Après avoir fait demi-tour dans la baie de San Pedro, le Renshaw et d'autres unités de son groupe opérationnel se sont dirigés à grande vitesse vers la baie d'Ormoc dans le but d'intercepter les transports ennemis qui y auraient été déchargés. Cependant, ils n'ont trouvé qu'un seul navire japonais, une grande barge en bois, que le Renshaw a pris sous le feu et détruit alors qu'il faisait l'objet d'une attaque aérienne.
Le 31 décembre 1944, le Renshaw est sorti avec une unité opérationnelle en route pour protéger une grande formation de transport chargée de débarquer des troupes dans la région du golfe de Lingayen le 9 janvier 1945. Malgré des attaques aériennes répétées pendant le voyage à travers les mers de Sulu et de Chine méridionale, la puissante armada d'invasion a atteint son objectif sans dommages sérieux.
Alors qu'il se trouvait dans la mer de Mindanao, le 21 février 1945, le Renshaw a été frappé par une torpille d'un sous-marin ennemi, à environ 3 m sous la ligne de flottaison, inondant les salles des machines. Le navire a perdu toute puissance, une grande section de la coque a été déformée par l'explosion, et les cloisons et les ponts ont été fracturés. Bien que 19 hommes aient été tués et 20 blessés, en quelques minutes, les équipes de contrôle des dommages ont réduit l'inondation de moitié. Grâce à leurs efforts, la machine de propulsion principale n'a subi aucun dommage. Le navire réussit à reprendre la mer et est escorté jusqu'à la baie de San Pedro par le destroyer d'escorte USS Rudderow (DE-224).

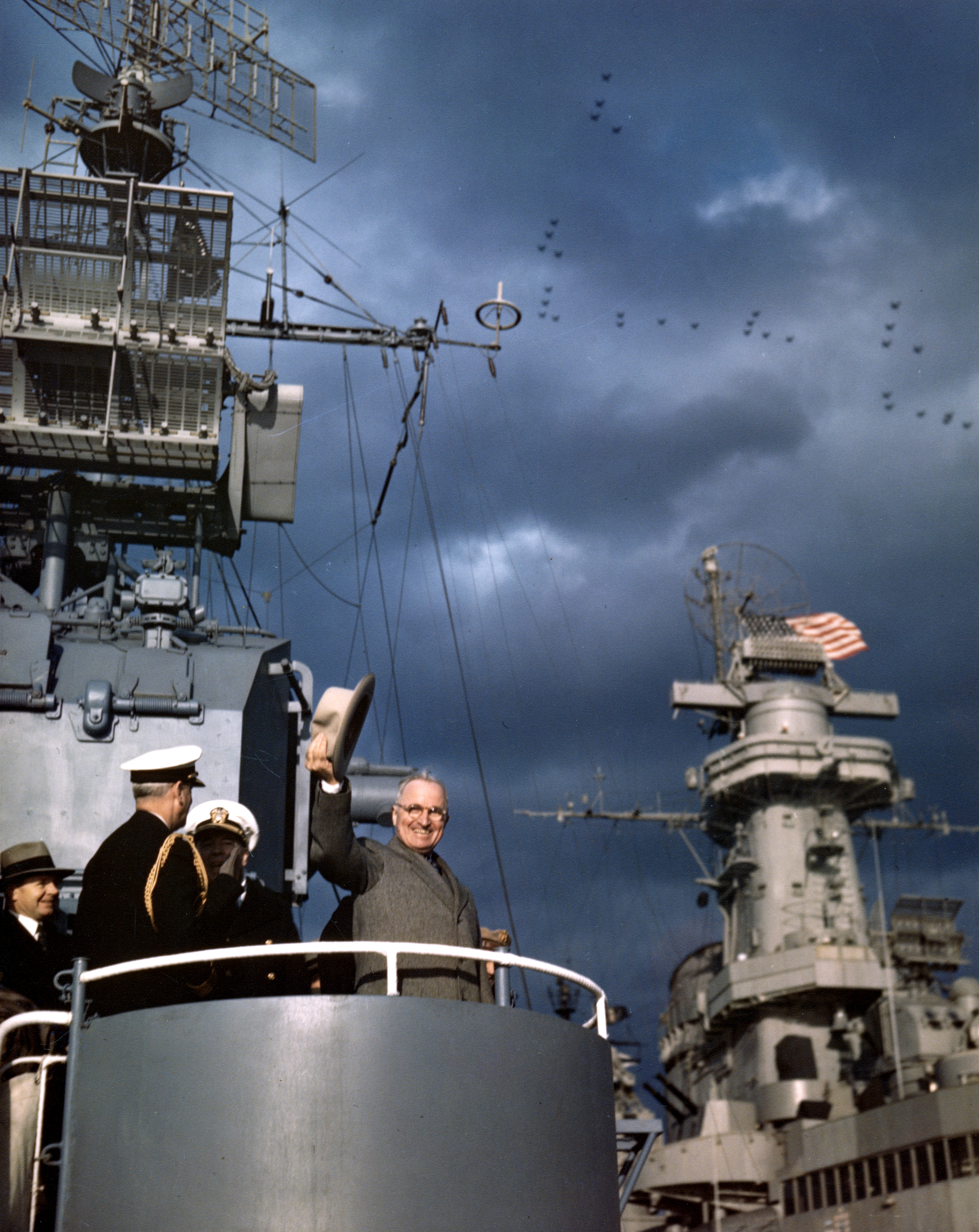
Le président Harry S. Truman (agitant son chapeau) avec son groupe à bord de l'USS Renshaw pendant la revue de la flotte du Navy Day dans le port de New York, le 27 octobre 1945.

Des réparations temporaires ont été effectuées en avril par l'équipage du navire et les hommes du navire ravitailleur USS Whitney (AD-4) et du navire de réparation USS Prometheus (AR-3). Le Renshaw s'est ensuite rendu par ses propres moyens de la zone avant au chantier naval Todd Pacific à Tacoma, état de Washington, où des réparations permanentes ont été effectuées au début d'octobre 1945.
Lors du Jour de la marine (Navy Day), le 27 octobre 1945, dans le port de New York, le président Harry S. Truman a passé en revue la plus grande parade de victoire de l'histoire navale depuis le Renshaw.

### 1949-1970
Le Renshaw est désarmé en février 1947 et est attaché à la flotte de réserve de l'Atlantique des États-Unis (U.S. Atlantic Reserve Fleet). En 1949 et 1950, il est transformé en navire anti-sous-marin spécialisé et est remis en service en juin 1950 sous le nom de DDE-499.
Pendant la guerre de Corée, le Renshaw a effectué deux périodes de service en Extrême-Orient, de mai à novembre 1951 et de novembre 1952 à juin 1953, au cours desquelles il a servi comme navire d'escorte, de patrouille, de recherche et de sauvetage, et de bombardement. Par la suite, le Renshaw a servi sur les terrains d'essai du Pacifique, de février à mai 1954, pendant l'opération Castle, en fournissant des services de patrouille et de contrôle aérien à la 7e force opérationnelle interarmées (Joint Task Force 7).
Cette opération est suivie d'une courte mission en Extrême-Orient, de juin à août 1954, au cours de laquelle le Renshaw sauve un aviateur britannique de la mer alors qu'il fait office de protection pour le porte-avions HMS Warrior (R31) de la Royal Navy. Il participe également à un exercice de chasseur-tueur avec une force composée de navires américains et canadiens. Le 8 août 1955, le Renshaw s'est embarqué pour sa quatrième mission en Extrême-Orient, passant la plupart de son temps dans des exercices de chasse et de destruction et dans des opérations de force opérationnelle. Il a ensuite effectué d'autres déploiements en Extrême-Orient depuis Pearl Harbor, d'octobre 1956 à mai 1957, de décembre 1957 à mai 1958, de février 1959 à juillet 1959 et d'avril 1960 à octobre 1960.
En 1960, le Renshaw reçoit le missile RUR-4 Weapon Alpha, une nouvelle arme anti-sous-marine, et le 17 décembre 1961, il récupère le nez du Discoverer 36. Il effectue un autre déploiement dans la WestPac en 1962. Le 7 août 1962, il est redésigné comme un destroyer et reprend le numéro de coque DD-499. Le 3 octobre, le Renshaw participe à la récupération du commandant Walter M. Schirra, astronaute du projet Mercury. Après avoir passé la majeure partie de l'année 1963 à opérer à partir de Pearl Harbor, le Renshaw a été déployé à nouveau à WestPac en novembre 1963, pour revenir six mois plus tard.
En 1964, Renshaw participe au film Première Victoire (en anglais : In Harm's Way, littéralement : La Voie difficile), réalisé par Otto Preminger, avec comme acteurs principaux John Wayne, Kirk Douglas et Henry Fonda.
Le 3 mars 1965, le Renshaw, en compagnie d'autres unités de la 252e division de destroyers (Destroyer Division 252 - DesDiv 252), quitte Pearl Harbor sur court préavis pour augmenter les forces de destroyers en vue des engagements navals en expansion rapide dans la mer de Chine méridionale. En avril et en mai, il a joué un rôle de surveillance et de soutien aux opérations de la force de frappe du porte-avions. En juin, il a patrouillé à Taïwan, puis est retourné dans les eaux vietnamiennes en juillet, où il est resté jusqu'en septembre avant de se rendre à Pearl Harbor via le Japon.
En octobre et décembre, le Renshaw a servi de navire de récupération alternatif dans le cadre du projet Gemini. Sa 11e affectation au WestPac a commencé le 5 juillet 1966. Il a participé à des opérations anti-sous-marines, en tant que destroyer de sauvetage de porte-avions, à des opérations spéciales avec le croiseur lourd USS Chicago (CA-136) dans le golfe du Tonkin, et à des opérations spéciales et des patrouilles dans le détroit de Taiwan. La DesDiv 252 est retournée à Pearl Harbor le 16 décembre 1966.
Le Renshaw est resté dans la région d'Hawaï pendant toute l'année 1967. Il quitte Pearl Harbor le 8 avril 1968 pour le WestPac où il assure l'escorte des forces d'attaque des porte-avions rapides sur la station Yankee dans le golfe du Tonkin. En septembre, le Renshaw est retourné à Pearl Harbor. En juin 1969, il fait route vers WestPac et Yankee Station où il sauve un pilote de l'eau. En décembre 1969, il est revenu d'Extrême-Orient à Pearl Harbor.
Le Renshaw a été mis hors service le 14 février 1970 et a été rayé de la liste de la Marine (Naval Vessel Register) le même jour. Il a été vendu à la ferraille en octobre 1970 à Zidell Explorations, Inc.

## Décorations
Le Renshaw a reçu huit battles stars pour son service pendant la Seconde Guerre mondiale, cinq battles stars pendant la guerre de Corée et six battles stars pendant la guerre du Vietnam.
La cloche du navire a survécu et se trouve au musée du chantier naval de Portsmouth (Portsmouth Naval Shipyard Museum).

### Littératures
- (de) Stefan Terzibaschitsch: Zerstörer der U.S. Navy. Bechtermünz Verlag, Augsburg 1997,  (ISBN 3-86047-587-8).
- (en) Alan Raven: Fletcher Class Destroyers. Naval Institute Press, Annapolis 1986,  (ISBN 0-87021-193-5).
- (en) Jerry Scutts: Fletcher DDs (US Destroyers) in action (Warships No. 8). Squadron/signal publications, Carrollton Texas 1995,  (ISBN 978-0-89747-336-1).
- (en) Theodore Roscoe: Destroyer Operations in World War II. United States Naval Institute, Annapolis 1953,  (ISBN 978-0-87021-726-5).